# Menhir de Werkel
Le menhir de Werkel (en allemand : menhir von Werkel), connu également sous le nom de « Hilgenstein », est un mégalithe datant du Néolithique situé près de la commune de Fritzlar, en Hesse (Allemagne).

## Situation
Le menhir est situé à proximité de la rue Am Hilgenstein (Straße Am Hilgenstein), à Werkel, un quartier (Ortsteil) de Fritzlar.

## Description
Il s'agit d'un monolithe mesurant 1,50 m de haut pour 0,50 m de large à la base, et 0,30 m de large au sommet ; il pourrait dater du 3e millénaire av. J.-C..

## Histoire
Découvert renversé et recouvert de terre en 1966 par Wilhelm Steinmetz, le menhir est fouillé et redressé par l'association Urgeschichtlichen Arbeitsgemeinschaft Fritzlar.